# Dry lease
Een dry-leaseovereenkomst is een leaseovereenkomst tussen twee luchtvaartmaatschappijen waarbij de ene maatschappij (de lessor) tegen betaling een vliegtuig ter beschikking stelt aan een andere maatschappij (de lessee). Het vliegtuig krijgt dan de registratie van de lessee.
In tegenstelling tot een wet-leaseovereenkomst wordt bij een dry-leaseovereenkomst enkel het vliegtuig ter beschikking gesteld. Bij een wet-leaseovereenkomst worden ook andere zaken ter beschikking gesteld, zoals de bemanning, het onderhoud en de verzekering. Een dry-leaseovereenkomst wordt meestal voor een periode van meer dan twee jaar afgesloten. Voor kortere periodes verkiest men meestal een wet-leaseovereenkomst.
Bekende dry-leasemaatschappijen zijn de International Lease Finance Corporation en GE Capital Aviation Services.
Wanneer de lessor voor slechts een gedeelte van de bemanning zorgt, spreekt men ook weleens van damp lease.